# Opuntia pumila
Opuntia pumila ist eine Pflanzenart in der Gattung der Opuntien (Opuntia) aus der Familie der Kakteengewächse (Cactaceae). Opuntia pumila besitzt die kleinsten Blüten innerhalb der Gattung der Opuntien. Das Artepitheton pumila bedeutet ‚zwergig‘. Spanische Trivialnamen sind „Cardo“, „Nopal Cardoso“ und „Vixivixio“.

## Beschreibung
Opuntia pumila wächst strauchig mit sehr niedrigen, fast der Länge nach hingestreckten Trieben. Die zylindrischen, etwas abgeflachten, 6 bis 20 Zentimeter langen und 1 bis 1,5 Zentimeter breiten Triebabschnitte sind deutlich höckrig. Aus den kleinen Areolen entspringen für gewöhnlich zwei Dornen (im Alter manchmal mehr) die bis zu 3 Zentimeter lang werden.
Die gelben, später rötlichen werdenden Blüten sind bis zu 1,5 Zentimeter lang. Die kugelförmigen rötlichen Früchte werden bis zu 1,5 Zentimeter lang.

## Verbreitung und Systematik
Opuntia pumila ist in Mittel-Mexiko verbreitet. 
Die Erstbeschreibung wurde 1908 von Joseph Nelson Rose veröffentlicht.

## Nachweise